# Totó y Pablito
Totó y Pablito (Totò e Marcellino) es una película italiana de 1958 dirigida por Antonio Musu, con actuación principal de Totò y el actor infantil español Pablito Calvo.
El título original hace referencia al protagonista de Marcelino pan y vino, gran éxito del cine español estrenado tres años antes, también interpretado por Calvo.

## Trama
Un exmúsico conocido como "el Profesor", para escapar del tendero al que robó comida enlatada, se cuela en el funeral de la madre de Marcellino, fingiendo ser el tío del pequeño huérfano. A partir de ese momento se encariña con el niño y comienza a cuidarlo, alojándolo en el tranvía en desuso en el que vive. 
Sin embargo, Alvaro, el verdadero tío de Marcellino, se entera de que su sobrino ha heredado una casa de su madre y consigue que el niño se mude con él. Marcellino es obligado a pedir limosna junto con otros niños, viviendo humillado y maltratado por su nueva "familia". El Profesor descubre la vil actividad de Alvaro y para recuperar a Marcelino decide cambiar de vida, empezando a trabajar honestamente como músico ambulante.

## Reparto
- Totò: el Profesor
- Pablito Calvo: Marcellino Merini
- Fanfulla: Alvaro Merini
- Jone Salinas: Ardea
- Memmo Carotenuto: el guardia Zeffirino
- Wandisa Guida: la maestra
- Nanda Primavera: la portera Rosina
- Salvatore Campochiaro: el abogado
- Marianne Leibl: la condesa
- Amelia Perrella: Amalia